# اسنیپ، سافک
اسنیپ (به انگلیسی: Snape) یک روستا و محله مدنی در بریتانیا است که در Suffolk Coastal واقع شده‌است. اسنیپ ۶۱۱ نفر جمعیت دارد.